# پیل، جزیره من
latitudeپیل، جزیره منlongitudeپیل، جزیره من
پیل (به لاتین: Peel) یک شهرک در جزیره من است.

## خصوصیات
پیل  ۵٬۰۹۳ نفر جمعیت دارد.